# 范純禮
范純禮（1031年—1106年），字彝叟，一作夷叟，蘇州吳縣（今江蘇省蘇州市）人，北宋政治家范仲淹第三子。

## 生平
范纯礼早年因父亲范仲淹荫庇为秘书省正字，知陵台令兼永安县。修建永昭陵时，京西转运使在一路上摊派木石砖甓以及工匠劳役，只有永安县不接受命令。陵使韩琦知道这件事后质问他原因，范纯礼说：“陵寝都在本县境内，一年四季修缮整治没有停下来的时间，现在却与其它县平均赋役。不如将赋役搁置下来，用它来供奉平时的用度。”韩琦认为他说的有道理，回到朝中后任命其为三司盐铁判官，以比部员外郎出知遂州。
泸南有边防事务，征调赋役苛刻急迫。范纯礼一向冷静地对待，分辨出其中可以办到的事，不向人民索取。百姓在房中悬挂他的画像，把他像神仙一样供奉，称其为“范公庵”。草场失火，百姓慌乱害怕，守吏惊恐地等着被杀。范纯礼说：“淤积的草湿了就容易起火，有什么奇怪的。”只让他们暗中赔偿了事。库房官员偷盗丝绸多至应判死罪，范纯礼说：“因为纷乱的丝而杀人，我不忍心。”听任他的家人立刻花钱赎罪并释放株连的人。升任户部郎中、京西转运副使。
元佑初，入京為吏部郎中，進给事中，曾與蘇軾同侍禁中。
徽宗時，以龙图阁直学士知开封府，前任府尹治政苛刻严酷，范纯礼说：“宽厚和刚猛相互结合，这是圣人的教诲。正应该去除以前的苛刻，还担心做得不够，哪里会因为宽厚造成祸患的道理。”因此一概以宽大处理事务。皇帝圣旨审讯享泽村百姓谋反一事，范纯礼审察其中的原因，这个百姓进入剧场看戏，回来的路上看到工匠制作木桶，就拿来戴在头上说：“和刘先主相比怎样？”于是被工匠抓住。徽宗问怎样处理此事，范纯礼回答：“乡村愚人无知，如果以叛逆定罪，恐怕违背了陛下好生之德，用不应该做这件事的理由杖责他就足够了。”徽宗又问：“凭这个怎么能使后人为戒呢？”范纯礼说：“正是想使外人通过此事知道陛下不滥施刑法，足以作为教训了。”宋徽宗听从了他。擢拔為礼部尚书、尚書右丞。
范纯礼性格沉着坚毅刚正。曾布忌惮他，激怒驸马都尉王诜说：“皇帝想任命你为承旨，范纯礼右丞不同意。”适逢王诜招待辽国使臣，范纯礼主持宴会，王诜诬蔑他动不动直称皇帝御名。罢免为端明殿学士、知颖昌府，提举崇福宫。
崇寧五年（1106年），提举鸿庆宫，这年冬天，病逝。绍兴初，赠资政殿学士，谥恭献。